# Andrea Chiesa
Andrea Chiesa, född 6 maj 1964 i Milano, är en schweizisk racerförare. 
Chiesa tävlade i formel 1 i Fondmetal säsongen 1992. Han kvalade in till tre lopp men kom inte i mål i något. Efter formel 1 körde Chiesa i Champ Car under 1993 för Euromotorsport, men han lämnade stallet redan efter säsongspremiären.

## F1-karriär
| Säsong | Stall/Tillverkare | Poäng | Placering |
| ------ | ----------------- | ----- | --------- |
| 1992   | Fondmetal-Ford    | 0     | –         |